# 5-й Польовий провулок (Житомир)
5-й Польовий провулок — провулок у Корольовському районі Житомира.

## Розташування
Провулок розташований в Східному мікрорайоні, на теренах історичної місцевості Путятинка. Місцевість, де пролягає провулок також відома за неофіційною назвою Кавказ. Її також називали Горбом. У 1920 — 1950-х роках щодо даної місцевості вживалася офіційна назва — хутір Леніна. Провулок бере початок від вулиці Вітрука, прямує на захід, повертає на південь та завершується перехрестям з Телефонним провулком.

## Історія
Провулок виник на початку ХХ століття та разом із сусідніми провулками утворював систему провулків приміського хутора (у 1920 — 1930-х роках відомого як хутір Леніна Станишівської сільської ради Іванківського району). Провулок показаний на мапах 1909 —1913 рр., 1941 —1942 рр. Провулок сформувався у 1950-х роках. Отримав чинну назву у 1957 — 1958 рр. 